# 費德里克·貝格岱
費德里克·貝格岱（法語：Frédéric Beigbeder，1965年9月21日—）是法国作家、文学评论家和电视节目主持人。他曾擔任Young & Rubicam的撰稿人， 2003年，他憑藉他的小说Windows on the World獲得行际盟友奖，2009年，他又憑藉Un roman français獲得勒诺多文学奖。他也是弗洛尔和萨德奖的创始人。此外，他还是法国成人娱乐杂志《 Lui 》的执行董事。